# Mézens
Mézens é uma comuna francesa na região administrativa da Occitânia, no departamento de Tarn. Estende-se por uma área de 5.9 km², e possui 505 habitantes, segundo o censo de 2018, com uma densidade de 86 hab/km².